# HT-3 (航空機)
日立 HT-3
光式研究機1型
- 用途：旅客機
- 分類：中型旅客機
- 設計者：村山堯
- 製造者：日立航空機（光式研究機1型：福田軽飛行機）
- 運用者：大日本航空（予定）
- 初飛行：1940年12月17日（光式研究機1型）
- 生産数：0機（光式研究機1型：1機）

HT-3は、日本の日立航空機が計画した中型旅客機。実機は製作されていないが、セミスケールの研究用グライダーである光式研究機1型（ひかりしきけんきゅうき1がた）は飛行に至っている。

## 概要
1939年（昭和14年）、航空局は日立に対して、重量過大のため低性能と評価されたTK-3に代わる大日本航空向けの中型旅客機の試作を指示し、同時に80万円の試作奨励金を下賦した。日立は村山堯技師を主務者として設計作業にあたり、その過程でセミスケールのグライダーを製作し飛行させ、寸法効果の影響などといった風洞実験では十分な解析ができない点を補完することとした。この研究用グライダーの試作は航空局から福田軽飛行機に指示され、福田では「光式研究機1型」の名称で製作を行った。
光式研究機1型は1940年（昭和15年）12月17日に大阪第二飛行場で初飛行し、曳航飛行による試験を翌12月18日にかけて実施した。しかし、軍用機の開発・生産が優先されるようになり、旅客輸送の必要性が薄まったことを受け、光式研究機1型に加えてモックアップが製作されたのみで、HT-3の計画は中止された。
HT-3は日本国内のローカル線での運用を想定した双発機であり、航空局からは実用性を重視した堅実な機体であること、胴体を真円断面とするなど生産性も重視した設計とすること、自動操縦装置を搭載することなどが要求された。光式研究機1型のサイズはHT-3の60パーセントで、木製骨組に胴体とエンジンナセルは合板整形、翼は羽布張り。主翼にはフラップを備えていた。
なお、HT-3は日本の航空機開発において、セミスケールのグライダーが活用された最初の例となった。

## 諸元
出典：『日本航空機総集 九州・日立・昭和・日飛・諸社篇』 64,184頁、『日本グライダー史』 82頁。
HT-3（要求値）
- 全備重量：4,500 kg以下
- エンジン：空冷倒立V型12気筒（400 hp） × 2
- 最大速度：300 km/h以上
- 巡航速度：250 km/h以上
- 実用上昇限度：6,000 m以上
- 航続距離：1,200 km以上
- 乗員：2名
- 乗客：8名
- 貨物搭載量：120 kg

光式研究機1型
- 全長：9.42 m
- 全幅：12.15 m[4]あるいは12.21 m[5]
- 全高：1.25 m（胴体上まで）
- 主翼面積：16.4 m2
- 自重：250 kg
- 全備重量：350 kg
- 滑空速度：75.3 - 90.5 km/h
- 曳航飛行速度：130 km/h
- 乗員：1名